# Гавеман Костянтин Костянтинович
Костянтин (Костянтин-Альберт) Костянтинович Гавеман (4 травня 1883, село Покровське Романов-Борисоглібського повіту Ярославської губернії, тепер Російська Федерація — розстріляний 31 березня 1938, місто Москва, тепер Російська Федерація) — радянський діяч, голова виконавчого комітету Черкаської окружної ради, в.о. голови виконавчого комітету Одеської окружної ради, голова виконавчого комітету Амурської обласної ради.

## Життєпис
Народився в дворянській родині відставного жандармського полковника Костянтина Васильовича Гавемана (походив із шведських дворян міста Виборга в Фінляндії). Батько помер у 1899 році.
Костянтин-Альберт Гавеман навчався в Аракчеєвському кадетському корпусі, який покинув за власним бажанням та вступив до гімназії. Після закінчення Ярославської гімназії служив статистиком у Ярославській губернській земській управі.
25 квітня 1902 року заарештований в Ярославлі, під час обшуку в нього знайдено нелегальну літературу. Звинувачувався у складанні та зберіганні нелегальних видань. 2 липня 1902 року звільнений під особливий нагляд поліції.
Член РСДРП з 1903 року. Партійні псевдоніми «Ваня Харковець», «Іван Невський», «Молодець».
16 листопада 1903 року при випадковому арешті в Ярославлі у Гавемана знову було знайдено нелегальну літературу. Деякий час перебував у в'язниці.
У 1905 році вступив на військову службу до російської армії та переїхав до міста Двінська. Пізніше працював на підпільній роботі в Ризі. У 1907—1908 роках жив у місті В'ятці, служив статистиком місцевого земства, був активним працівником місцевої соціал-демократичної організації, членом комітету РСДРП. У 1908 році переїхав до Санкт-Петербурга, жив під прізвищем Романовського, працював організатором РСДРП Невського району. Був заарештований та залучений до дізнання. Після відбуття місячного ув'язнення переїхав до Києва, працював секретарем Київського комітету РСДРП.
Вироком Київського окружного суду від 26 листопада 1909 року засуджений за звинуваченням «у бродяжництві та невідкриття свого звання» до чотирирічного ув'язнення в арештантських відділеннях.
Учасник Жовтневого перевороту 1917 року та Громадянської війни в Росії.
З 1920-х років — на радянській роботі в Кам'янці-Подільському, Києві, Катеринославі, Черкасах.
У липні — грудні 1923 року — голова виконавчого комітету Черкаської окружної ради.
До 1930 року — заступник голови виконавчого комітету Одеської окружної ради.
У січні — лютому 1930 року — в.о. голови виконавчого комітету Одеської окружної ради.
Потім працював у Харкові. З лютого 1930 року — заступник голови Вищої ради народного господарства Української СРР.
У 1934 — квітні 1937 року — голова виконавчого комітету Амурської обласної ради.
27 жовтня 1937 році заарештований органами НКВС у Москві.31 березня 1938 року Військовою колегією Верховного суду СРСР засуджений до страти і того ж дня розстріляний. 
Ухвалою Військової колегії Верховного суду СРСР від 28 грудня 1955 року вирок щодо Гавемана скасований «за нововиявленими обставинами і справу в кримінальному порядку припинено за відсутністю складу злочину». 1956 року Костянтин Гавеман посмертно реабілітований.